# Damián Teríquez
Damián Terriquez (nacido el 24 de enero de 1998) es un actor mexicano-estadounidense no binario, mejor conocido por su personaje de Dizmal Failure en Glamorous (serie de televisión) de Netflix. Antes de actuar, fue bailarín de Halsey (cantante), Dillon Francis y Tiësto. Ahorita funciona como sustituto de entretenimiento para la campaña presidencial Biden/Harris 2024.

## Primeros años de vida
Damián Terriquez nació el 24 de enero de 1998 en San Diego, California, de padres mexicanos. Fue criado en Tijuana, Baja California, México. Su familia vive principalmente vive en Guadalajara y Gusave. Antes de ser actor, fue bailarín de Halsey (cantante), Dillon Francis y Tiësto.

## Educación
Damian estudio en la Universidad Estatal de California en San Marcos. También estudió en la Universidad de Roehampton en Londres antes de transferirse y graduarse de la Universidad de Woodbury en 2020. En las tres universidades estudiaron marketing y ahora tienen una licenciatura en ciencias sobre el tema. Mientras estaba en Woodbury, Damian fue incluido en Beta Gamma Sigma, una sociedad académica honoraria para estudiantes de negocios de alto rendimiento. Damián habla inglés, español y francés.

## Carrera
El 21 de octubre de 2016, Damian fue un bailarín destacado en el video de baile de Phillip Chbeeb para Liquid Spirit de Gregory Porter.
De 2017 a 2018, Damian apareció en las imágenes del concierto de la gira Hopeless Fountain Kingdom de Halsey.
Durante su tiempo en la universidad, Damian audicionó para rols de cine y televisión que requerían bailarines y estuvo expuesto por primera vez a la industria de manera significativa durante el proceso de audición para Step Up (serie de televisión) en 2019. También comenzaron su carrera en televisión trabajando como coordinadores de equipo en producciones para HBOMax y Freevee de Amazon.
Damian comenzó a actuar exclusivamente en 2022 y pronto consiguió su primer trabajo en All Rise (serie de televisión) interpretando a Shay. El episodio se emitió el 26 de julio de 2022 en Oprah Winfrey Network. También aparecieron brevemente como Paolo en That '90s Show junto a Wilmer Valderrama. Poco después, Damian fue elegido como Dizmal en el drama de Netflix Glamorous con Kim Cattrall. En la serie de Netflix, Terriquez interpreta a Dizmal, un miembro habitual de Bushwick, portero, DJ y MC de Drag Show que le da la bienvenida a Marco al mundo de la vida nocturna de Brooklyn.

## Activismo y filantropía
Como actor LGBTQIA+ latino, de primera generación, non binario, Damian aporta un enfoque interseccional al activismo y la filantropía. Damian apoya activamente la Fundación Elizabeth Taylor contra el sida y ayuda a recaudar fondos para crear conciencia a nivel nacional y local. También abogan por el progreso trans y no binario a través del Centro de Empoderamiento Transgénero Connie Norman en Los Ángeles, CA. Además, abogan por la inclusión de más voces queer en toda la industria, no sólo delante de la cámara, sino también detrás de ella. Como ex bailarín, a Damian le gusta salir y apoyar las artes, incluido el ballet y los musicales.

## Política
Damian es demócrata y comenzó a trabajar con la campaña Biden/Harris 2024 como sustituto del entretenimiento a partir de mayo de 2024, en el período previo a las elecciones presidenciales de 2024. Desde entonces se han reunido con la vicepresidenta Kamala Harris, el presidente Joe Biden y el presidente Barack Obama. También se vio a Damian asistiendo a la 25.ª recaudación de fondos anual LGBT del DNC en la ciudad de Nueva York en junio de 2024 con otros demócratas de alto perfil. En su gira con la campaña, Damian ha sido anfitrión de ayuntamientos en California y ha iniciado eventos de Biden/Harris en estados disputados, incluido Pensilvania.

## Vida personal
Damian se identifica como gay y non binario usando los pronombres él/ella y ellos/ellas. Han tenido una relación a largo plazo con su socio y prometido Luke Lowrey. Tienen un schnauzer miniatura llamada Nadia.